# Incendie structurel

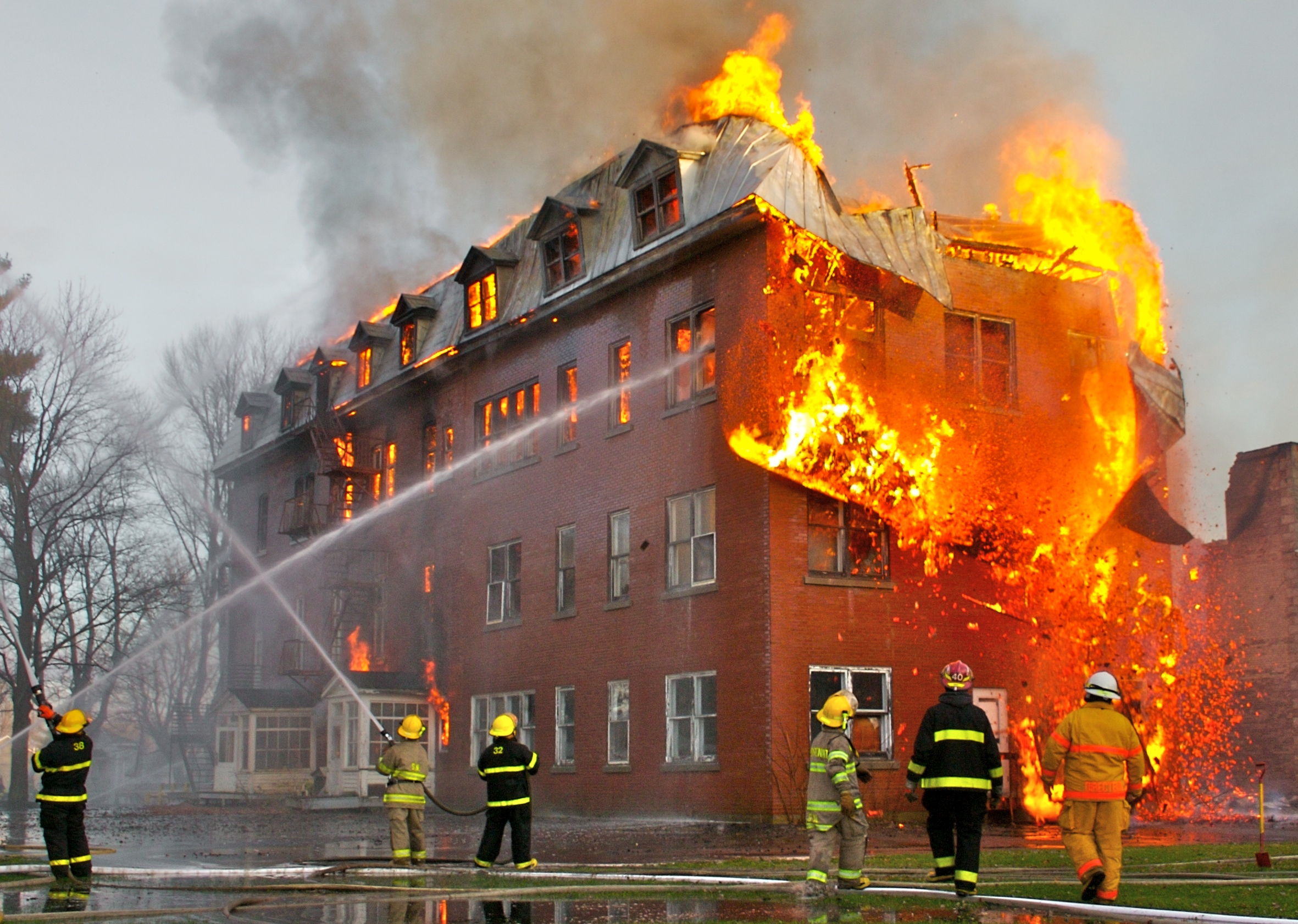
Un incendie de structure à Massueville, Canada

Un incendie de structure est un incendie impliquant les composants structurels de divers types de bâtiments résidentiels, commerciaux ou industriels, comme les incendies de granges (en). Les bâtiments résidentiels vont des maisons individuelles et des maisons de ville aux appartements et aux tours, en passant par divers bâtiments commerciaux allant des bureaux aux centres commerciaux. Ceci contraste avec les incendies « de pièce et de contenu », les feux de cheminée, les incendies de véhicules, les incendies de forêt ou autres incendies extérieurs.
Les incendies de structure entraînent généralement une réponse similaire de la part des services d'incendie, qui comprennent des appareils de lutte contre les incendies (en), camions-échelles, des équipes de sauvetage, des officiers en chef et une unité EMS, dont chacun aura des missions initiales spécifiques. L'intervention et les missions réelles varient selon les services d'incendie.
Il n'est pas rare que certains services d'incendie disposent d'un plan de mobilisation prédéterminé lorsqu'un incendie est signalé dans certaines structures de leur secteur. Ce plan peut inclure la mobilisation du véhicule aérien de lutte contre les incendies le plus proche vers une tour, ou d'un véhicule transportant de la mousse vers des structures connues pour contenir certains produits chimiques dangereux.

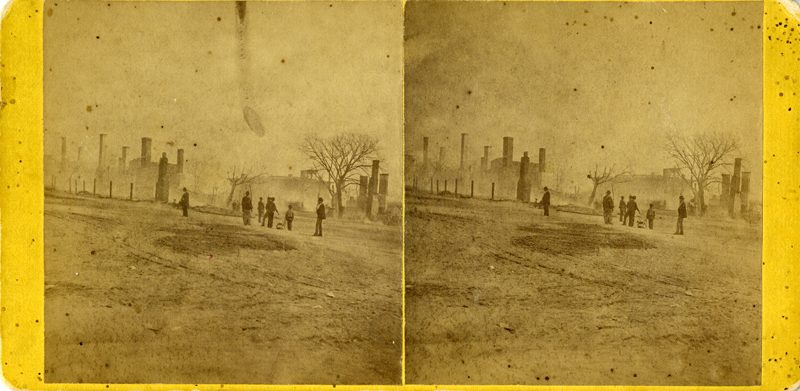
Vestiges d'un incendie de structure sur Cotton Avenue, Macon, Géorgie, États-Unis.c. 1876
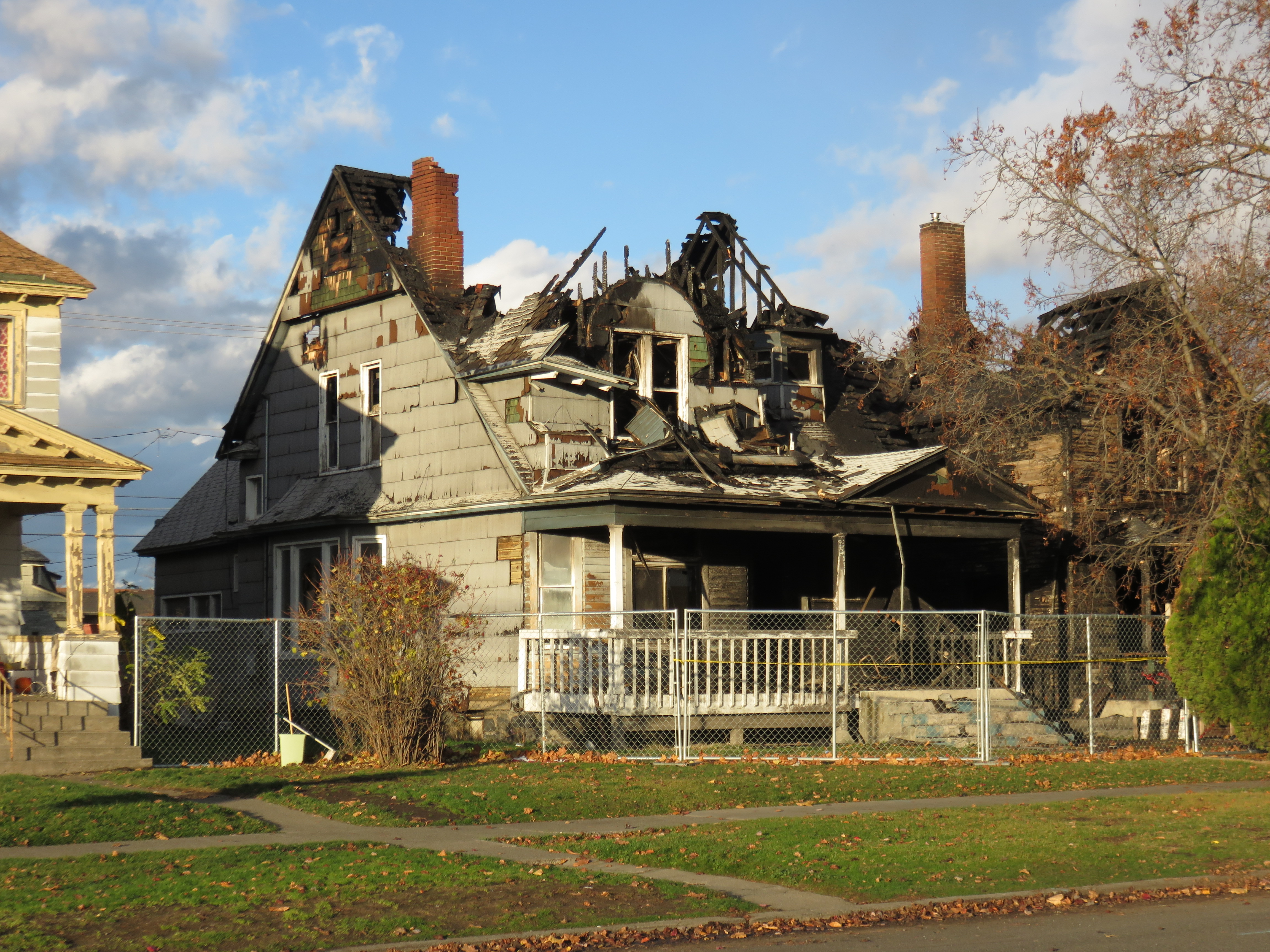
Une maison incendiée

## Types aux États-Unis
Aux États-Unis, selon la NFPA, les structures sont divisées en cinq types de construction en fonction de la gravité du risque d'incendie :
| Type I : Fire resistive          | Généralement utilisé dans les immeubles de grande hauteur. Le matériau composant la structure est soit intrinsèquement capable de résister à une exposition importante au feu (béton), soit dans lequel un revêtement résistant au feu est appliqué aux éléments de structure en acier. |
| Type II : Non-combustible        | Généralement utilisé dans les centres commerciaux linéaires. Les toits sont construits à partir de chevrons en acier. |
| Type III : Ordinary construction | Bâtiment en dur, Murs de briques et mortier, planchers à ossature bois. Les maisons de ville urbaines sont l'endroit où ce type de construction est le plus souvent trouvé. |
| Type IV : Heavy timber           | Bois lourds, souvent utilisé dans les églises ou autres bâtiments communautaires. |
| Type V : Wood frame              | Ossature légère en bois, généralement utilisé dans la construction récente d'habitations unifamiliales, de maisons de ville, d'appartements avec jardin de quatre étages ou moins. |

## Causes des incendies de maison
Dans une étude récente, menée par American Survey CO, pour la période 2005-2010, les causes des incendies de maisons à travers l'Amérique étaient les suivantes :
- Appareils électroménagers et électriques (cuisinières, micro-ondes, grille-pain, radiateurs, systèmes de chauffage divers, petit électroménager) - environ 47 %
- Fuites de gaz – environ 5 à 7 %
- Flammes nues (bougies, cheminées) - environ 32 %
- Enfants jouant avec des allumettes - Environ 10%
- Propagation des incendies de maison en maison - environ 3%